# Torgtind
Die Torgtind ist eine Doppelendfähre der norwegischen Reederei Torghatten Midt.

## Geschichte
Die vom Schiffsarchitekturbüro Midcon Designer in Stettin entworfene Fähre wurde unter der Baunummer PN-02 auf der Werft Szczecińska Stocznia Remontowa „Gryfia“ in Stettin gebaut. Die Kiellegung erfolgte am 14. August, der Stapellauf am 17. November 1998. Die Fähre wurde am 5. Juli 1999 an die Reederei Torghatten Trafikkselskap abgeliefert, aus der zum 1. März 2022 die Reederei Torghatten Midt hervorging.
Die Fähre wurde auf der über den Velfjord verlaufenden Strecke zwischen Horn und Andalsvåg in Dienst gestellt. Die Fährverbindung ist Teil des auch als Kystriksveien bezeichneten Fylkesvei 17. Mittlerweile verkehrt dort die Torghatten. Die Torgtind wird auf verschiedenen Fährverbindungen eingesetzt, darunter in den Sommermonaten zwischen Igerøy und Tjøtta.

## Technische Daten und Ausstattung
Die Fähre wird von zwei Viertakt-Zwölfzylinder-Dieselmotoren des Typs Mitsubishi 512R-MPTA mit jeweils 880 kW Leistung angetrieben. Die Motoren wirken jeweils auf einen Aquamaster-Ruderpropeller an den beiden Enden der Fähre. Für die Stromerzeugung stehen zwei von Dieselmotoren mit jeweils 140 kW Leistung angetriebene Generatoren zur Verfügung.
Die Fähre verfügt über ein durchlaufendes Fahrzeugdeck. Das Fahrzeugdeck ist vollständig geschlossen. An beiden Enden befindet sich ein nach oben aufklappbares Visier. Oberhalb des Fahrzeugdecks befinden sich die Decksaufbauten, auf die mittig das Steuerhaus aufgesetzt ist. Die nutzbare Durchfahrtshöhe auf dem Fahrzeugdeck beträgt 4,6 m. Auf dem Fahrzeugdeck ist Platz für 50 Pkw. Die Fähre kann 199 Passagiere befördern.